# Həsən Seyidov
Həsən Neymət oğlu Seyidov (Hassan Neymatowitschow Seidow; * 16. August 1932 in Gachagan, Rajon Marneuli, Georgische Sozialistische Sowjetrepublik; † 8. Dezember 2004 in Baku, Aserbaidschan) war ein sowjetischer kommunistischer Politiker in der Aserbaidschanischen Sozialistische Sowjetrepublik, der unter anderem zwischen 1981 und 1989 Ministerpräsident der Aserbaidschanischen SSR war.

## Leben
absolvierte ein Studium am Aserbaidschanischen Polytechnischen Institut und wurde 1956 Mitglied der Kommunistische Partei der Sowjetunion (KPdSU). Nach Abschluss seines Studiums war er als Ingenieur sowie Betriebsdirektor tätig und wurde 1969 mit dem Ehrentitel „Verdienter Ingenieur der Aserbaidschanischen SSR“ ausgezeichnet. 1971 wurde er unter dem Ersten Sekretär Heydər Əliyev Sekretär des Zentralkomitees (ZK) der Kommunistischen Partei Aserbaidschans und behielt diese Funktion bis zum 23. Januar 1981. Er war zudem von 1979 bis 1989 in der zehnten und elften Legislaturperiode Deputierter des Obersten Sowjets der UdSSR. 
Als Nachfolger von Əli İbrahimov übernahm er am 22. Januar 1981 das Amt des Ministerpräsidenten (Vorsitzender des Ministerrates). Dieses bekleidete er bis zum 27. Januar 1989, woraufhin Ayaz Mütəllibov neuer Vorsitzender des Ministerrates wurde. Als Vorsitzender des Ministerrates dieser Unionsrepublik gehörte er entsprechend Artikel 70 der Verfassung der Sowjetunion auch dem Ministerrat der UdSSR an. Während seiner Amtszeit als Ministerpräsident kam es nach einer Anschlussforderung von Bergkarabach an Armenien und der Ankunft aserbaidschanischer Flüchtlinge aus Armenien am 27./28. Februar 1988 zu einer weiteren Verschärfung des Bergkarabachkonflikts und zum Pogrom in Sumgait, der zur weiteren Flucht von Armeniern aus Aserbaidschan führte. Auf dem XXVI. Parteitag der KPdSU (23. Februar–3. März 1981) wurde er ferner Kandidat des ZK der KPdSU und behielt diese Funktion nach seiner Wiederwahl auf dem XXVII. Parteitag	(25. Februar–6. März 1986) bis 1989.
Für seine Verdienste wurde er unter anderem mit dem Leninorden und drei Mal mit dem Orden des Roten Banners der Arbeit ausgezeichnet. 

## Hintergrundliteratur
- Tadeusz Swietochowski, Brian C. Collins: Historical dictionary of Azerbaijan, Scarecrow Press, Inc., Lanham 1999, S. 70, ISBN 0-8108-3550-9
- Bernard A. Cook: Europe since 1945. An encyclopedia, Band 1, Garland Publishing Inc., New York 2001, S. 70, ISBN 0-8153-4057-5